# Reino Greco-Báctrio
O Reino Greco-Báctrio, também conhecido como Reino Grego da Báctria e Reino Grego de Bactriana, foi um reino localizado na Ásia Central, compreendido entre as regiões da Báctria e Sogdiana, que compreende aos atuais Afeganistão, Paquistão, Uzbequistão e Tajiquistão, até o noroeste da atual Índia. Existiu durante o período compreendido entre c. 239/250 a.C. e c. 125 a.C., até a expansão e conquista da Índia. Tal conquista viria a formar o Reino Indo-Grego.

## Formação
A fundação do reino foi realizada por Diódoto I, sátrapa da Báctria, então região do Império Selêucida. Em 239 ou 250 a.C., durante o reinado de Antíoco II a satrapia da Báctria se torna independente, levando à formação do reino greco-báctrio e à coroação de Diódoto I da Báctria como seu primeiro rei.
Na época de sua formação, o recém-formado reino foi considerado como um dos mais ricos e urbanizados do Oriente (como cita Justino, no epítome de Pompeu Trogo, "o mais próspero império das mil cidades")
Após a secessão, o reino passa a expandir-se em direção ao leste de sua localização inicial, passando a ocupar a maior parte da atual Ásia Central e chegando às proximidades da atual Índia. Estrabão descreve tal expansão em sua obra da seguinte forma:
| “ | Os gregos que causaram a revolta na Báctria tornaram-se tão poderosos por conta da fertilidade de sua localidade que vieram a tornar-se mestres, não apenas de Ariana mas de toda a Índia, conforme relata Apolodoro de Artemita: " ...e mais tribos foram subjugadas por eles que por Alexandre - por Menandro em particular (...), sendo muitos pessoalmente por este e outros por Demétrio, filho de Eutidemo I. Eles tomaram posse não apenas de Patalena, mas também de todo o resto da costa dos conhecidos reinos de Saraosto e Sigerdis."" | ” |
|   | — Estrabão. |   |

### Império Parta e isolamento geográfico
Em 247 a.C., o Reino Ptolemaico, sob o comando de Ptolomeu III, capturou Antioquia, então capital do Império Selêucida. Com esta derrota em batalha, os selêucidas sofreram um enfraquecimento temporário, que deu margem à secessão da sátrapa da Pártia e a subsequente formação do Império Parta. O então sátrapa da Pártia declara-se rei, passando então a nomear-se Ársaces I.
Com o surgimento do Império Parta, a região da Báctria acaba por ficar isolada geograficamente do restante do mundo grego, o que acabou por reduzir drasticamente o comércio com os demais reinos por meio terrestre. Contudo, neste mesmo período, o comércio marítimo com o Egito Ptolemaico teve um aumento considerável.

### Coroação e deposição de DiódotoII
Com o fim do reinado de Diódoto I, seu filho Diódoto II assume como rei. Durante seu reinado, este firmou uma aliança com Ársaces, rei dos Partos. Tal aliança tinha como objetivo evitar o avanço de Seleuco II sob seus respectivos reinos. Diz o texto de Justino:
| “ | Em seguida, com a morte de Diódoto I, Ársaces selou a paz e concluiu sua aliança com o filho deste, também chamado Diódoto. Algum tempo depois, eles batalharam contra Seleuco, que veio com o intuito de punir os rebeldes, mas foi derrotado: os partas passaram a celebrar este dia como o princípio de sua liberdade. | ” |
|   | — Marco Juniano Justino. |   |

O reinado de Diódoto II durou até 220 a.C., quando foi assassinado e sucedido por Eutidemo I, então sátrapa da Sogdiana, que inicia então sua própria dinastia.

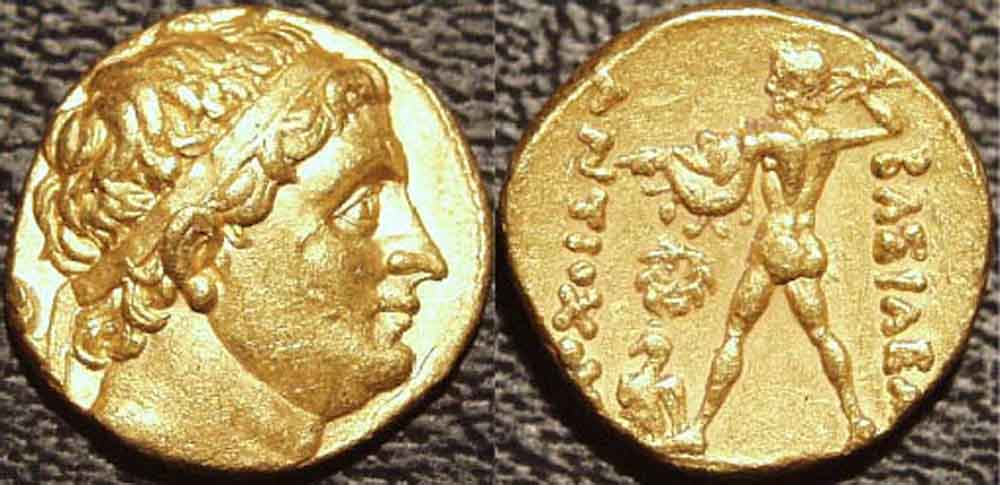
Moeda selêucida confeccionada durante o reinado de Antíoco I. Efígie de Diódoto I enquanto sátrapa de um lado e Zeus e a águia, símbolo deste deus, em seu outro lado, com os dizeres: BAΣIΛEΩΣ ANTIOXOY (BASILEUS ANTIOKOY - Rei Antíoco)
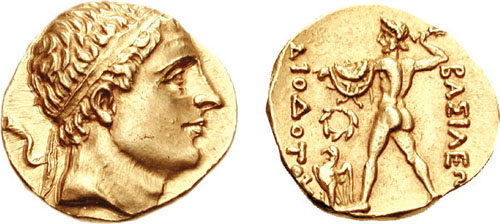
Moeda com efígie de Diódoto II
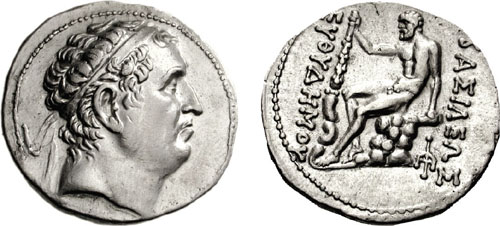
Moeda com efígie de Eutidemo

## Invasão selêucida e expansão geográfica
Eutidemo, que segundo Políbio era nativo da Magnésia, lar da antiga tribo dos magnetes, cunhado do rei assassinado e então sátrapa da Sogdiana, assume o reino em cerca de 220 a.C. fundando uma nova dinastia. Durante seu período, expande seus domínios aos limites do então reino de suas fronteiras da Ásia Central, até Alexandria Éscate (atual Cujande), na região de Fergana. Estrabão diz:
| “ | E este também possuía a Sogdiana, situada logo acima da Báctria, ao leste do rio Oxo, que marcava a fronteira entre estas províncias, e o rio Jaxartes, sendo este último a marcação da fronteira entre a Sogdiana e as tribos nômades. | ” |
|   | — Estrabão. |   |

Cerca de 210 a.C., os selêucidas, então liderados por Antíoco III, realizam um novo ataque. Eutidemo, ainda que contando inicialmente com uma cavalaria de cerca de 10 000 homens, perde sua primeira batalha em Ário e é obrigado a se retirar até a capital, Bactro. Antíoco então realiza um cerco, que dura três anos, após os quais se retira e reconhece o reino e seu líder. Em 206 a.C. a paz é selada, contando inclusive com o oferecimento da mão de uma das filhas de Antíoco a Demétrio I, filho de Eutidemo, como prova de seu reconhecimento. O episódio é relatado por Políbio:
| “ | Eutidemo foi realmente um magnete e respondeu ao emissário dizendo que "Antíoco estava tentando injustamente expulsá-lo de seu reino. Ele não seria o sujeito da revolta, mas derrotado o descendente dos revoltosos e obtido então para si o reino da Báctria." Após adicionar mais alguns argumentos que surtissem o mesmo efeito, ele influenciou Teleas para que agisse como sincero mediador de paz, estimulando Antíoco a não guardar rancor de sua realeza e dignidade "pois se ele não atendesse a esta exigência, ambos não estariam seguros: tendo em vista que grandes hordas de nômades se avizinhavam e eram um perigo para ambos; e se estas ocupassem seus territórios, estes certamente seriam completamente barbarizados." Com estas palavras, ele envia Teleas de volta a Antíoco. | ” |
|   | — Políbio. |   |

Após a vitória sobre os selêucidas, o reino greco-báctrio vive um novo período de expansão, quando volta-se em direção ao Extremo Oriente e ao subcontinente indiano, chegando a ocupar territórios do atual oeste da China e norte e nordeste da Índia.

### Contato com a China
Desde 220 a.C., expedições faziam contatos entre os chineses e os gregos, sobretudo com objetivos econômicos, tendo feito contato com a Dinastia Han, na rota comercial que se tornou conhecida como Rota da Seda. Segundo o historiador chinês Sima Qian, o embaixador chinês Zhang Qian teria constatado uma grande quantidade de mercadores chineses em sua visita à Báctria. No Livro de Hã, Sima Qian relata que Zhang Qian informa ao então imperador Wu o alto nível de sofisticação encontrado nas províncias. Tais contatos efetuados com o reino greco-báctrio foram importantíssimos para o desenvolvimento acentuado ocorrido da Rota da Seda ao longo do século II a.C. Expedições militares ao território chinês permitiram que o reino conseguisse expandir-se aos territórios da Sérica e Frinos (ambas as cidades se situam no que é hoje o Sinquião).
| “ | Quando estive na Dáxia (nome atribuído pela dinastia Han para o território da Báctria)", Zhang Qian reportou: "Eu avistei bambu de Qiong (atual Ainão) e tecidos da província de Shu (atual Sujuão). Quando perguntava às pessoas como haviam adquirido tais artigos, elas respondiam: "Nossos mercadores vão comprá-los nos mercados de Shendu (atual Sinde)." | ” |
|   | — Sima Qian. |   |

| “ | O filho do céu, ao ouvir tudo isso, assim fundamentou: Dayuan (Fergana) e os territórios da Dáxia (Báctria) e de Anxi (Pártia) são grandes países, repletos de artigos raros, com uma população vivendo em residências fixas e com ocupações muitas vezes idênticas aquelas encontradas no povo chinês, dando também grande valor à rica produção da China. | ” |
|   | — Livro de Han. |   |

## Demétrio I da Báctria e a expansão à Índia
Após a morte de Eutidemo, Demétrio assume o trono em 200 a.C., denominando-se a partir de então Demétrio I. Em 180 a.C., inicia-se a invasão da Índia, então governada por Pusiamitra Sunga, do recém-criado Império Sunga, surgida da queda do Império Máuria, ocorrida após a morte de Asoca. A motivação oficial de tal invasão é desconhecida; entretanto, escrituras budistas sugerem que Demétrio tenha agido de forma a dar suporte ao Império Máuria, considerado um aliado desde os tempos de Asoca. Outra motivação teria sido a necessidade de garantir a proteção do mundo grego.
As expedições de Demétrio teriam seguido Índia adentro, até as cercanias da cidade de Pataliputra (atual Patna), quando seu exército teria se retirado de modo a evitar um embate direto com o rei Caravela, que expandia-se junto à sua crença jainista ao longo do trecho mais ao sul do subcontinente indiano. O sucesso de sua campanha na Índia rendeu-lhe a alcunha de Aniceto (Ανίκητος), que significa "invencível".
Demétrio reinou até 180 a.C., quando faleceu de causas desconhecidas.

## Usurpação e dinastia eucrátida
Após a morte de Demétrio I, o reino passou por dez anos de corregências e guerras civis, em que diversos descendentes da dinastia até então vigente governaram de forma simultânea ou sucessiva. Dez anos após a morte de Demétrio, em 170 a.C., Eucrátides I destrona Antímaco I e usurpa o trono do reino greco-báctrio, formando uma nova dinastia. Demétrio II, filho do falecido rei e regente naquele momento dos territórios recém-conquistados da Índia, forma uma ofensiva de modo a retomar o trono de seu pai para si, mas foi derrotado e morto em batalha, unificando o reino sob a coroa de Eucrátides.

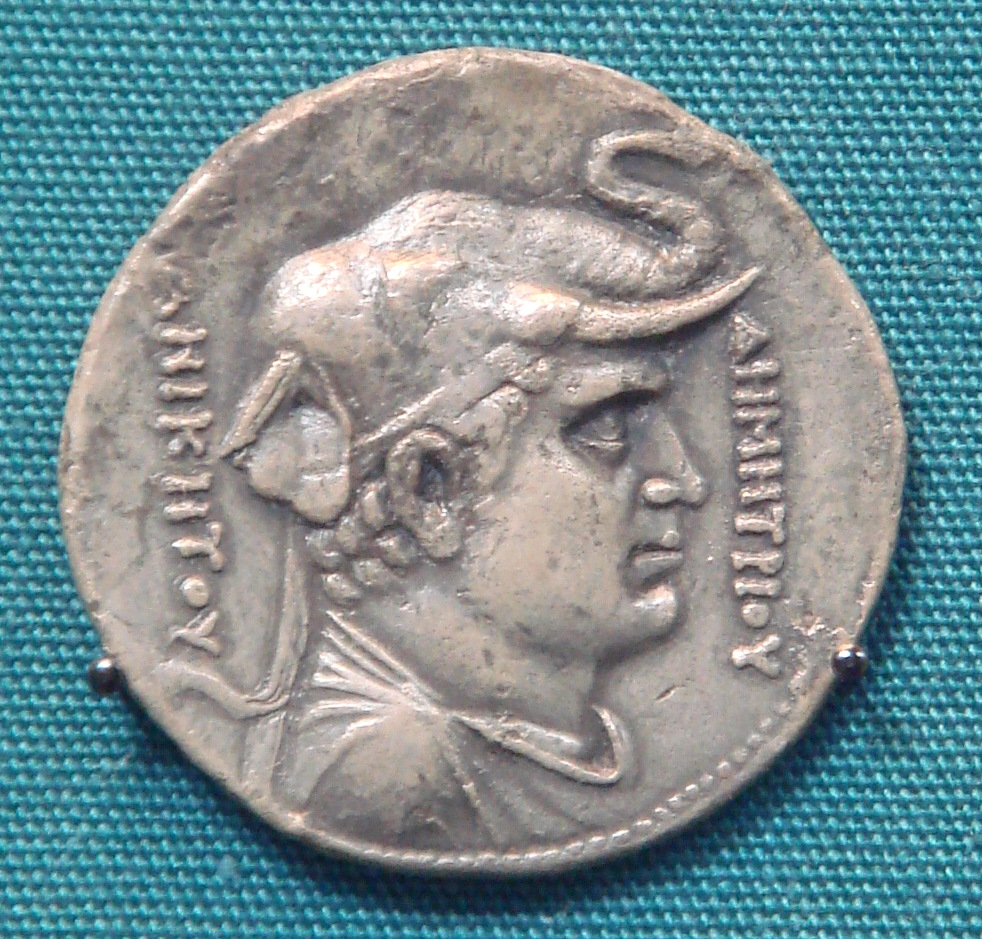
Moeda com efígie de Demétrio I Aniceto (em grego: Ανίκητος; romaniz.: Aníketos; lit. "invencível")
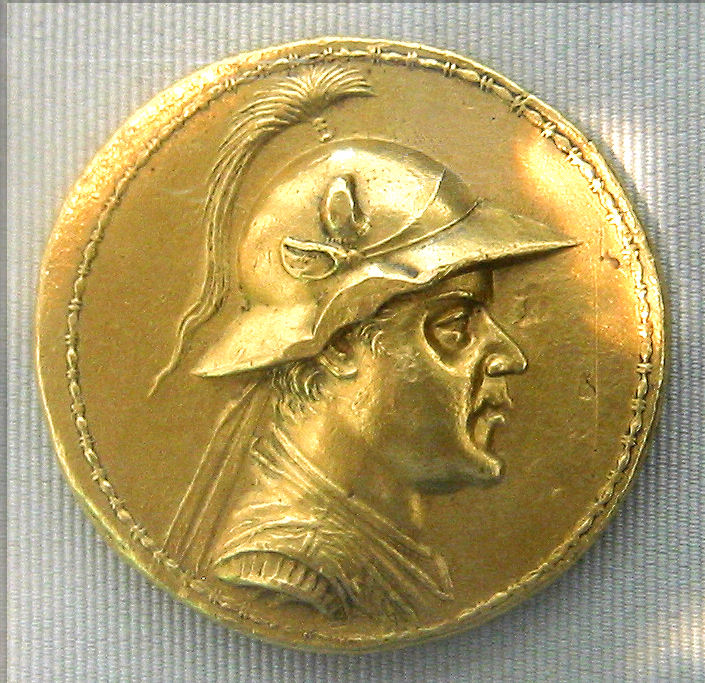
Moeda de ouro com efígie de Eucrátides I. Maior exemplar do tipo na Antiguidade, pesando 169,2 gramas e medindo 58 milímetros de diâmetro.
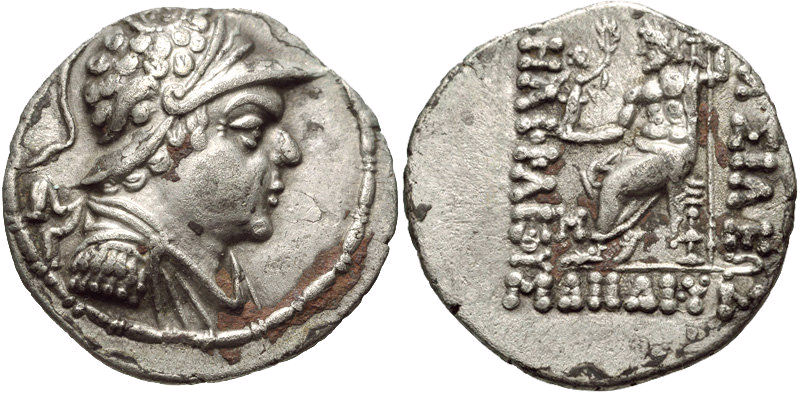
Moeda com efígie de Heliocles I, possivelmente o último rei greco-báctrio